# مأمور ۰۰۰۸
مأمور ۰۰۰۸ فیلمی به کارگردانی و نویسندگی ابراهیم باقری محصول سال ۱۳۴۶ است. این فیلم در رشت و تهران فیلمبرداری شده است.

## بازیگران
- همایون
- شهین
- پیشواییان
- دلیله نمازی
- اکبر هاشمی
- ابراهیم نادری
- ارحام صدر